# Бок-Коуп, Джейн
Джейн Бок-Ко́уп (нем. Jane Boake-Cope; род. 1980) — немецкая кёрлингистка.

## Достижения
- Чемпионат Европы по кёрлингу: золото (1998).

## Команды
| Сезон   | Четвёртый   | Третий         | Второй         | Первый         | Запасной                           | Турниры                             |
| ------- | ----------- | -------------- | -------------- | -------------- | ---------------------------------- | ----------------------------------- |
| 1998    | Андреа Шёпп | Натали Несслер | Хайке Вилендер | Джейн Бок-Коуп | Андреа Шток тренер: Райнер Шёпп    | ЧМ 1998 (5 место)                   |
| 1998—99 | Андреа Шёпп | Натали Несслер | Хайке Вилендер | Джейн Бок-Коуп | Андреа Шток тренер: Райнер Шёпп    | ЧЕ 1998 · ЧМ 1999 (5 место)         |
| 1999—00 | Андреа Шёпп | Натали Несслер | Хайке Вилендер | Андреа Шток    | Джейн Бок-Коуп тренер: Райнер Шёпп | ЧЕ 1999 (5 место)                   |
| 2000—01 | Андреа Шёпп | Натали Несслер | Хайке Вилендер | Джейн Бок-Коуп | Андреа Шток тренер: Райнер Шёпп    | ЧЕ 2000 (4 место) ЧМ 2001 (5 место) |
| 2003—04 | Андреа Шёпп | Моника Вагнер  | Джейн Бок-Коуп | Анна Хартельт  | Sina Irral тренер: Райнер Шёпп     | ЧЕ 2003 (7 место)                   |

(скипы выделены полужирным шрифтом)